# Daewol-myeon
Daewol-myeon (koreanska: 대월면) är en socken i kommunen Icheon i provinsen Gyeonggi i den centrala delen av Sydkorea, 60 km sydost om huvudstaden Seoul. 